# Teresa Wierzba-Bobrowicz
Teresa Wierzba-Bobrowicz – polska neurolog, dr hab. nauk medycznych, profesor zwyczajny Instytutu Psychiatrii i Neurologii.

## Życiorys
W 1974 ukończyła studia medyczne w Akademii Medycznej w Gdańsku, 25 stycznia 1985 obroniła pracę doktorską Wpływ hipoglikemii na rozwój zmian strukturalnych w mózgu., 21 maja 1998 habilitowała się na podstawie pracy zatytułowanej Analiza morfologiczna i morfometryczna mikrogleju we wczesnym okresie rozwoju płodu ludzkiego prawidłowego i z zespołem Downa. 28 lipca 2015 nadano jej tytuł profesora w zakresie nauk medycznych.
Jest profesorem zwyczajnym w Instytucie Psychiatrii i Neurologii.
Była wiceprzewodniczącym Stowarzyszenia Neuropatologów Polskich.